# (17855) Geffert
(17855) Geffert ist ein Asteroid des Hauptgürtels, der am 19. Mai 1998 an der Starkenburg-Sternwarte (IAU-Code 611) nahe Heppenheim an der Bergstraße im südlichen Hessen entdeckt wurde.
Der Asteroid wurde nach dem deutschen Amateurastronomen Martin Geffert (1922–2015) benannt, der als Mitbegründer der Starkenburg-Sternwarte eng verbunden ist.